# エヴァンドロ・ゴエベル
エヴァンドロ・ゴエベル（Evandro Goebel 、1986年8月23日 - ）は、ブラジル・サンタカタリーナ州ブルメナウ出身の元プロサッカー選手。現役時代のポジションは、ミッドフィールダー。

## クラブ経歴

### ハル・シティ
2017年1月13日、ハル・シティAFCと2年半契約を結んだ。翌日開催のAFCボーンマス戦に早速途中出場した。1月29日のFAカップ・フラムFC戦で移籍後初ゴール。

## 代表歴
2005 FIFAワールドユース選手権にU20ブラジル代表の一員として参加。自身は6試合無得点に終わった。

## タイトル

### クラブ
アトレチコ・パラナエンセ
- カンピオナート・パラナエンセ: 2005

パルメイラス
- カンピオナート・パウリスタ: 2008

アトレチコ・ミネイロ
- カンピオナート・ミネイロ: 2010

レッドスター・ベオグラード
- セルビア・カップ: 2011–12

シャペコエンセ
- カンピオナート・ブラジレイロ・セリエB: 2020

### 個人
- セルビア・スーペルリーガベスト11: 2010–11